# حكومة إيرهارد الأولى
جاءت حكومة إيرهارد الأولى في 17 تشرين الأول 1963 بعد انتخاب لودفيغ إيرهارد لمنصب المستشار. و كان المستشار كونراد أديناور قد استقال من منصبه قبل يومين من ذلك. في نيسان كان حزب الاتحاد الديمقراطي المسيحي قد قرر بالفعل أن يكون لودفيغ إيرهارد خليفته - على الرغم من الخلافات بين أديناور وإرهارد -.

## وصلات خارجية
- مجلس الوزراء الألماني  (بالإنجليزية)
- الوزارات الاتحادية في ألمانيا (بالإنجليزية)